# Brunne en Solberg
Brunne en Solberg (Zweeds: Brunne och Solberg) is een småort in de gemeente Härnösand in het landschap Ångermanland en de provincie Västernorrlands län in Zweden. Het småort heeft 171 inwoners (2005) en een oppervlakte van 30 hectare. Eigenlijk bestaat het småort uit twee plaatsen: Brunne en Solberg. Het småort ligt aan het meer Brunnesjön en de rivier Brunneån. Voor de rest bestaat de directe omgeving van de plaats uit zowel landbouwgrond als bos.